# Brayan Sánchez
Pour les articles homonymes, voir Sánchez.
Sánchez  Vergara est un nom espagnol. Le premier nom de famille, en général paternel, est Sánchez ; le second, en général maternel, souvent omis, est Vergara.
Brayan Stiven Sánchez Vergara est un coureur cycliste colombien, né le 3 juin 1994 à Medellín et membre de l'équipe Medellín.

## Biographie
En novembre 2017, la presse annonce la signature de Brayan Sánchez avec la formation Hincapie, nouvellement équipe continentale professionnelle. Il y retrouve un second Colombien Bryan Gómez. Pour Sánchez, c'est un retour dans le peloton international puisqu'en 2016, il militait dans une autre formation américaine, l'équipe Jamis.

## Palmarès sur piste

### Coupe des nations
- 2022
  - 3e de la poursuite par équipes à Cali

### Championnats panaméricains
- Aguascalientes 2014
  -  Médaillé d'or de la poursuite par équipes (avec Sebastián Molano, Arles Castro et Jhonatan Restrepo)
- Aguascalientes 2016
  -  Médaillé d'or de la poursuite par équipes (avec Juan Esteban Arango, Eduardo Estrada et Wilmar Paredes).
  - Septième de la course aux points[2].
- Aguascalientes 2018
  -  Médaillé d'argent de la poursuite par équipes
  - Cinquième de la poursuite individuelle[3].
- Cochabamba 2019
  -  Médaillé d'argent de la poursuite individuelle
  -  Médaillé de bronze de la poursuite par équipes
  -  Médaillé de bronze de la course aux points
- Lima 2021
  -  Médaillé d'or de la poursuite individuelle
  -  Médaillé d'or de la poursuite par équipes
  -  Médaillé d'argent de l'américaine
- Lima 2022
  -  Médaillé d'argent de la poursuite individuelle
  -  Médaillé d'argent de la poursuite par équipes
- Los Angeles 2024
  -  Médaillé d'argent de la poursuite par équipes
  - Septième de la poursuite individuelle[4]
- Asuncion 2025
  -  Médaillé de bronze de la poursuite par équipes (avec Juan Esteban Arango, Nelson Soto, Anderson Arboleda et Jordan Parra).

### Jeux panaméricains
- Lima 2019
  -  Médaillé d'argent de la poursuite par équipes
  -  Médaillé de bronze de l'américaine
- Santiago 2023
  -  Médaillé d'argent de la poursuite par équipes

### Jeux sud-américains
- Cochabamba 2018
  -  Médaillé d'or de la poursuite par équipes

### Jeux d'Amérique centrale et des Caraïbes
- San Salvador 2023
  -  Médaillé d'or de la poursuite par équipes
  -  Médaillé d'argent de l'américaine

### Jeux bolivariens
- Santa Marta 2017
  -  Médaillé d'or de la poursuite par équipes.
  -  Médaillé d'argent de la poursuite individuelle.

### Championnats de Colombie
- Medellín 2014
  -  Médaillé d'or de la poursuite par équipes (avec Arles Castro, Jhonatan Restrepo et Kevin Ríos)[5].
- Cali 2015
  -  Médaillé d'or de la poursuite par équipes (avec Arles Castro, Kevin Ríos et Jairo Salas)[6].
- Medellín 2016
  -  Médaillé de bronze de la poursuite par équipes (avec Jhonatan Ospina, Carlos Tobón et Stiber Ortiz)[7].
- Cali 2017
  -  Médaillé d'or de la poursuite par équipes (avec Juan Esteban Arango, Weimar Roldán et Arles Castro)[8].
  -  Médaillé d'argent de la poursuite individuelle[9].
- Cali 2018
  -  Médaillé d'or de la poursuite individuelle[10].
  -  Médaillé d'or de la poursuite par équipes (avec Marvin Angarita, Carlos Tobón et Juan Esteban Arango)[11].
  -  Médaillé d'or de la course à l'américaine (avec Juan Esteban Arango)[12].
- Cali 2019
  -  Médaillé d'or de la poursuite individuelle[13].
  -  Médaillé d'or de la poursuite par équipes (avec Marvin Angarita, Juan Esteban Arango et Carlos Tobón)[14].
- Juegos Nacionales Cali 2019
  -  Médaillé d'or de la poursuite individuelle des XXI Juegos Deportivos Nacionales[15].
  -  Médaillé d'or  de la poursuite par équipes des XXI Juegos Deportivos Nacionales (avec Carlos Tobón, Marvin Angarita et Weimar Roldán)[16].
- Cali 2022
  -  Médaillé d'or de la poursuite par équipes (avec Juan Esteban Arango, Julián Osorio et Marvin Angarita)[17].
  -  Médaillé d'or de la course à l'américaine (avec Juan Esteban Arango)[18].
  -  Médaillé d'argent de la poursuite individuelle[19].
- Medellín 2023
  -  Médaillé d'or de la poursuite par équipes (avec Juan Esteban Arango, Weimar Roldán et Anderson Arboleda)[20].
- Juegos Nacionales Eje Cafetero 2023
  -  Médaillé d'or de la poursuite par équipes des XXII Juegos Deportivos Nacionales (avec Juan Esteban Arango, Weimar Roldán et Anderson Arboleda)[21].
  -  Médaillé d'or de la course à l'américaine des XXII Juegos Deportivos Nacionales (avec Juan Esteban Arango)[22].

## Palmarès sur route

### Par année
- 2019
  - 13e étape du Tour de Colombie (contre-la-montre)
  - 6e étape du Clásico RCN
- 2021
  - 3e et 6e (contre-la-montre) étapes du Tour de Colombie
  - 1re étape du Tour du Rwanda
  - 3e étape de la Clásica de Rionegro
- 2023
  - 1re étape de la Clásica de Rionegro (contre-la-montre par équipes)
  - 5e étape du Tour du Panama
- 2024
  - 2e étape du Tour de l'Équateur
- 2025
  - 2e du Gran Premio New York City

### Classements mondiaux
| Année                                 | 2014 | 2015 | 2016  | 2017 | 2018  | 2019  | 2020  | 2021 | 2022  | 2023  | 2024  |
| ------------------------------------- | ---- | ---- | ----- | ---- | ----- | ----- | ----- | ---- | ----- | ----- | ----- |
| Classement mondial                    |      |      | 1697e | nc   | 2132e | 2593e | 1993e | 985e | 1970e | 1557e | 1657e |
| UCI America Tour                      | 316e | nc   | 261e  | nc   | 260e  | 418e  | 194e  | 137e | 312e  | nc    | nc    |
|                                       |      |      |       |      |       |       |       |      |       |       |       |
| Légende : nc = non classéSource : UCI |      |      |       |      |       |       |       |      |       |       |       |